# مسجد مهوید
مسجد مهوید، مسجدی تاریخی است مربوط به دوره قاجار که در روستای مهوید از توابع دهستان باغستان بخش مرکزی شهرستان فردوس واقع شده‌است. این اثر در تاریخ ۳ خرداد ۱۳۸۶ با شمارهٔ ثبت ۱۹۱۰۳ به‌عنوان یکی از آثار ملی ایران به ثبت رسیده است.